# Earl Lloyd
Earl Francis Lloyd (Alexandria, 3 aprile 1928 – Crossville, 26 febbraio 2015) è stato un cestista e allenatore di pallacanestro statunitense, professionista nella NBA e membro del Naismith Memorial Basketball Hall of Fame dal 2003 in qualità di contributore. Fu il primo giocatore afroamericano di sempre a giocare nella NBA,  nella stagione 1950-51.

## Carriera

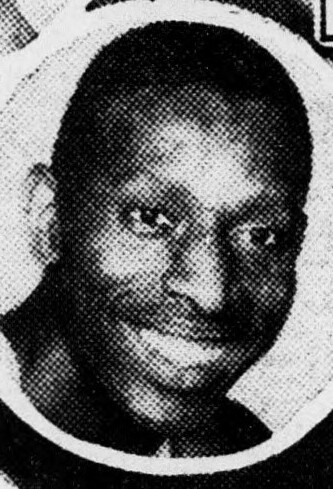
Llyod nel 1950

Lloyd, un'ala conosciuta per le sue capacità difensive, giocò per il West Virginia State College, prima di essere selezionato alla nona scelta nel draft NBA 1950 dai Washington Capitols. Altri tre giocatori afroamericani giocarono in quella stessa stagione NBA, tra cui Chuck Cooper.
Lloyd portò il West Virginia a vincere due CIAA Conference e un Tournament Championship nel 1948 e nel 1949. Fu nominato All-Conference per tre volte (1948-1950) e All-American due volte. Come senior totalizzò una media di 14 punti e 8 rimbalzi a partita.

## NBA
Soprannominato "Il grande gatto", Lloyd giocò solo sette partite con i Washington Capitols prima del loro fallimento il 9 gennaio 1951. Così Earl si arruolò nella marina americana, prima di essere scelto dai Syracuse Nationals. Con loro Lloyd giocò ben sei stagioni, concludendo la carriera con due stagioni nei Detroit Pistons.
Lloyd totalizzò in tutta la sua carriera 4 682 punti, mentre la sua stagione migliore fu il 1955, quando raggiunse una media di 10,2 punti e 7 rimbalzi a partita.
Nel 1965 Lloyd fu vicino ad essere assunto dai Detroit Pistons come head-coach, incarico che invece fu assegnato a Dave DeBusschere. La panchina dei Pistons gli venne affidata in seguito, nel 1971, quando subentrò a Terry Dischinger, coach ad interim dopo l'allontanamento di Butch van Breda Kolff. L'avventura durò poco: dopo una mediocre annata fu sostituito da Ray Scott dopo sole sette partite della stagione successiva.

## Palmarès
- Campionato NBA: 1

Syracuse Nationals: 1955
- Lloyd è stato inserito nella Basketball Hall of Fame in qualità di contributore.